# Mesquita d'Attadamun
La Mesquita d'Attadamun (portuguès: Mesquita Attadamun), també coneguda com a Mesquita Central Nacional i Gran Mesquita de Bissau (portuguès: Grande Mesquita de Bissau), és una mesquita situada en el barri d'Ajuda de la ciutat de Bissau, capital de Guinea Bissau. És la mesquita més gran del país i inclou una madrassa finançada per la comunitat musulmana, el Complex Escolar Attadamun.
Les obres van començar el 15 de novembre de 1989, i es van acabar l'any 2000, després d'unes quantes aturades.